# Microsoft Dynamics 365
Microsoft Dynamics 365 је интегрисани пакет апликација за планирање ресурса предузећа (ERP) и управљање односима са клијентима (CRM) који нуди Microsoft. Спajа различите функције као што су продаја, корисничка подршка, теренска подршка, операције, финансије, маркетинг и аутоматизација пројектног сервиса у једну платформу.
Dynamics 365 се интегрише са другим Microsoft производима као што су Office 365, Power BI и Azure, што омогућава предузећима да поједноставе своје операције, побољшају ангажовање са корисницима и донесу одлуке засноване на подацима. Платформа је веома прилагодљива, што омогућава организацијама да је прилагоде својим специфичним потребама и индустријским захтевима.
Dynamics 365 је дизајниран да помогне предузећима да уједине своје процесе, добију увид у своје операције и изграде боље односе са корисницима. Пружа алате за управљање продајним потенцијалима, аутоматизацију маркетиншких кампања, праћење интеракција са корисницима, управљање финансијама, оптимизацију операција и још много тога. Платформа је доступна на претплатничкој основи, са различитим модулима и ценовним опцијама које одговарају потребама различитих предузећа.

## Апликације
Microsoft Dynamics се углавном састоји од производа: Dynamics GP (бивши Great Plains), Dynamics NAV (бивши Navision; сада Dynamics 365 Business Central), Dynamics SL (бивши Solomon) и Dynamics AX (бивши Axapta; сада Dynamics 365 Finance and Operations). Различити производи су намењени различитим тржишним сегментима, од малих и средњих предузећа, до великих организација са могућностима за више језика, валута и правних ентитета. Последњих година, Microsoft Dynamics ERP је усмерио своје маркетиншке и иновационе напоре на SaaS пакете.
Microsoft Dynamics 365 има преко 15 апликација:
- Dynamics 365 Sales
- Dynamics 365 Customer data platform
- Dynamics 365 Customer data platform
- Dynamics 365 Customer Service
- Dynamics 365 Field Service
- Dynamics 365 Remote Assist
- Dynamics 365 Human Resources
- Dynamics 365 Finance & Operations
- Dynamics 365 Supply Chain Management
- Dynamics 365 Intelligent Order Management
- Dynamics 365 Commerce
- Dynamics 365 Project Operations
- Dynamics 365 Marketing
- Dynamics 365 Artificial Intelligence
- Dynamics 365 Mixed Reality
- Dynamics 365 Business Central

## Microsoft Dynamics 365 for Finance and Operations
Microsoft Dynamics AX
Microsoft Dynamics AX је био један од Microsoft производа за планирање ресурса предузећа (ERP). 2018. године, његов „thick-client” интерфејс је уклоњен, а веб производ је ребрендиран као Microsoft Dynamics 365 for Finance and Operations, као део Dynamics 365 пакета. MDCC или Microsoft Development Center Copenhagen је био главни развојни центар за Dynamics AX. Microsoft Dynamics AX је садржао следеће основне модуле:
Традиционално језгро (од Аxaptа 2.5):
- General ledger – функције за главну књигу, порез на промет, валуте и фиксну имовину
- Bank management – ток готовине
- Customer relationship management (CRM) – контактирање и одржавање пословних односа (купци, добављачи и потенцијални купци)
- Accounts receivable – унос наруџбина, отпремање и фактурисање
- Accounts payable – наруџбине, роба примљена у инвентар
- Inventory management – управљање инвентаром и вредновање
- Master planning (resources) – планирање набавке и производње
- Production – листе материјала, праћење производње
- Store, manage, and interpret data.

Проширено језгро
Следећи модули су део језгра AX 2009 (AX 5.0) и доступни су на основу лиценце у AX 4.0:
- Shop floor control
- Cost accounting
- Balanced scorecards
- Service management
- Expense management
- Payroll management
- Environmental management

Morphx и x++
X++ интегрише SQL упите у стандардни Java-стил код.
На Националној конференцији малопродаје (NRF) 2016. године у Њујорку, Microsoft је представио своје партнерство са Infinite Analytics, компанијом из Кембриџа која се бави предиктивном аналитиком и персонализацијом.

## Microsoft Dynamics 365 Business Central
Microsoft Dynamics 365 Business Central (бивши Microsoft Dynamics NAV) – ERP и CRM софтвер као услуга намењен малим и средњим предузећима. Интегрише функције Dynamics NAV и Dynamics CRM, а састоји се од следећих модула: за Финансије и Операције, за Продају за професионалце, за Маркетинг. Лако се повезује са Office 365 и PowerBI.
Онлине и локална инсталација
Систем Dynamics 365 Business Central долази у хостованој (SaaS) верзији и локалној верзији за ручну инсталацију и администрацију.
Неким функцијама, као што је интеграција са другим онлајн Microsoft услугама, није доступан у локалној верзији и доступне су само у онлајн издању.
Локализација
Као међународни ERP систем, Business Central је доступан са 24 званичне локализације које раде са локалним функцијама и захтевима различитих земаља. Локални партнери пружају додатних 47 локализација.

## Microsoft Dynamics 365 Sales
Microsoft Dynamics 365 Sales је софтверски пакет за управљање односима са купцима који је развио Microsoft. Тренутна верзија је Dynamics 365. Назив и лиценцирање су се променили са ажурирањем из Dynamics 2016. 365 Sales долази са функцијама за softphone.

## Повезани производи
Microsoft Dynamics укључује скуп повезаних производа:
- Microsoft Dynamics Management Reporter је апликација за финансијско извештавање и анализу. Његова главна функција је креирање извештаја о приходу, биланса стања, извештаја о токовима готовине и других финансијских извештаја. Извештаји се могу чувати у централизованој библиотеци извештаја заједно са спољним праћењем фајловима. Безбедност извештаја и фајлова може се контролисати коришћењем Windows аутентификације и SQL Server-а.
- Microsoft Dynamics for Retail (пре тога Microsoft Dynamics RMS, QuickSell 2000 и Dynamics POS)
- Microsoft Dynamics for Marketing (пре тога MDM и MarketingPilot 2012)
- Microsoft Dynamics Social Listening (пре тога Netbreeze 2013)
- Power Automate, пре тога Microsoft Flow, алат сличан IFTTT за имплементацију пословних токова рада.
- Power Automate Desktop, софтвер за аутоматизацију процеса роботике за аутоматизацију графичких корисничких интерфејса (купљен у мају 2020)[8]
- Parature софтвер за ангажовање купаца у каналима корисничке подршке и услуга (купљен у јануару 2014)[9]

У јулу 2018. године, Microsoft је најавио Dynamics 365 AI for sales applications.